# Heckler & Koch MP5
Heckler & Koch MP5 je ena najbolj razširjenih brzostrelk na svetu. Produkt oborožitvenega koncerna Heckler & Koch imajo v oborožitvi predvsem specialne sile in policija.

## Pregled
Heckler & Koch MP5 je ena najbolj poznanih in uporabljenih brzostrelk na svetu. MP5 je bila zasnovana kot zanesljivo orožje, preprosto za rokovanje in vzdrževanje. Trenutno je v uporabi v oboroženih silah in policijah v več kot 50 državah. MP5 je dejansko pomanjšana različica jurišne puške Heckler & Koch G3, saj uporablja isti sistem delovanja (zadržan povratni trzljaj z valjastim zaklepom), ki ga je razvil koncern Mauser Werke med drugo svetovno vojno. Vse različice uporabljajo 15-, 30- ali 40-strelne nabojnike, ki so bili sprva ravni, zdaj pa so zaobljeni. Brzostrelka lahko uporablja tudi boben.
Kot pri večini orožij Heckler & Koch se lahko sprožilni mehanizem zamenja, pri čemer se izbira med avtomatsko, 4-, 3-, 2-strelni rafal, polavtomatsko in varovalka v različnih kombinacijah. MP5 uporabljajo standardni pištolski naboj 9 mm x 19 mm Parabellum. V 90. letih 20. stoletja so začeli uvajati tudi močnejše naboje (.40 S&W in 10 mm Auto), vendar so s tem kmalu prenehali, saj so zasnovali novo brzostrelko Heckler & Koch UMP.

## Zgodovina
MP5 je bila prvič predstavljena leta 1966 kot HK54; ime izhaja iz starega poimenovanja HK, pri čemer 5 predstavlja model brzostrelke, številka 4 pa, da uporablja naboj 9x19 mm Parabellum. Trenutno ime je nastalo, ko so zahodnonemška policija in mejne enote prejela to orožje pod imenom Maschinenpistole 5 (MP5) sredi leta 1966. Po zaslugi GSG-9 so brzostrelko predstavili tudi drugim zahodnim protiterorističnim enotam.
S povečevanjem telesne zaščite je prihodnost MP5 negotova. Novi pristopi v oborožitveni industriji so povzročili bližnji zaton MP5: malokalibrsko osebno obrambno orožje kot Heckler & Koch P7 in kompaktne karabinke (M4, AKS-74U, Heckler & Koch G36C, XM8,...). Edina večja kritika MP5 je visoka cena (okoli 900 USD), ki ustreza ceni jurišne puške. HK je začel dopolnjevati ponudbo z razvojem cenejše Heckler & Koch UMP, ki je na voljo v .45 ACP in 9x19 mm Parabellum. Toda zaradi preprostega strelnega mehanizma pri UMP je MP5 še zmeraj boljša za bolj zahtevne kupce.
Ena najbolj znanih akcij, v katerih je bila uporabljena MP5, je operacija Nimrod - 30. april 1980, ko so pripadniki SAS vdrli v iransko ambasado, kjer so ugrabitelji zadrževali talce. Danes skoraj vse specialne in protiteroristične enote uporabljajo to orožje, saj je natančno, močno in zanesljivo.

## Različice
Prvotna različica MP5 je bila na voljo s fiksnim oziroma premičnim kopitom. Nekatere različice niso imele možnosti trostrelnega rafala ali pa so imele eno možnost (trostrelni rafal). Med letoma 1971 in 1973 je HK opravil par generalnih izboljšav.
Naslednja faza v razvoju je bila serija MP5SD (različice SD1 do SD6), ki je bila predstavljena 1974. Serija ima vgrajen dušilec zvoka in posebno zasnovano cev, ki zmanjša hitrost izstrelka pod hitrost zvoka. Ta značilnost je povzročila, da je delovanje skoraj neslišno na razdalji nad 15 m.
MP5K (Kurz, kratki), ki je dolga le 325 mm, je bila predstavljena leta 1976 na zahtevo južnoameriškega trgovca z orožjem, ki je videl možnost prodaje takega orožja telesnim stražarjem kot avtomatsko orožje za prikrito nošnjo. Verzija ima dodan sprednji ročaj, ki zmanjša premik cevi in olajša streljanje. Razvoj se je nadaljeval kot MP5K-PDW (1991), ki je bila zasnovana za potrebe pilotov Vojnega letalstva ZDA, ki so potrebovali kompaktno orožje. Ima preklopljivo kopito z možnostjo namestitve dušilca zvoka in laserskega namerilnika. Brzostrelka lahko strelja tudi znotraj posebnega kovčka. Vse različice MP5K so na voljo v podobnih izvedbah kot izvirna različica.
HK je razvil model MP5N (MP5 Navy) za Vojno mornarico ZA, natančneje za pomorske specialne sile (med drugimi tudi za tjulnje). MP5N ima popolnoma prilagodljiv sprožilec, teleskopsko kopito in prilagojeno cev za dodatke. Mnogo kovinskih delov je bilo zamenjanih z lažjimi in korozijskoodpornimi plastičnimi materiali.
Model MP5/10 je različica, ki uporablja naboj 10 mm Auto in predstavlja prvi poskus konstruktorjev pri HK, da povečajo moč orožja. Leta 1994 je FBI uvedel MP5/10 kot standardno brzostrelko. Za razliko od izvirne različice ima MP5/10 konstrukcijske napake, ki se kažejo kot mehanske blokade, poškodbe, zastoji, ki so posledica neuspešnega povečanja kalibra in s tem predelave celotne brzostrelke.

## Uporabniki
Kot je bilo že omenjeno, brzostrelka je v oborožitvi večine vojaških in policijskih specialnih enot. Med drugim jo v uporabi tudi pri VP, SEVP, SEP in ESD v Sloveniji, pa tudi pri PPE (posebne policijske enote).

## Kulturni pomen
MP5 je zelo znan simbol v popularni kulturi, pogosto je uporabljen kot rekvizit v filmih (Umri pokončno, S.W.A.T., Slabi fantje, Terminator 3, Predator, Matrica, ...) in v videoigrah.